# حصة الأب

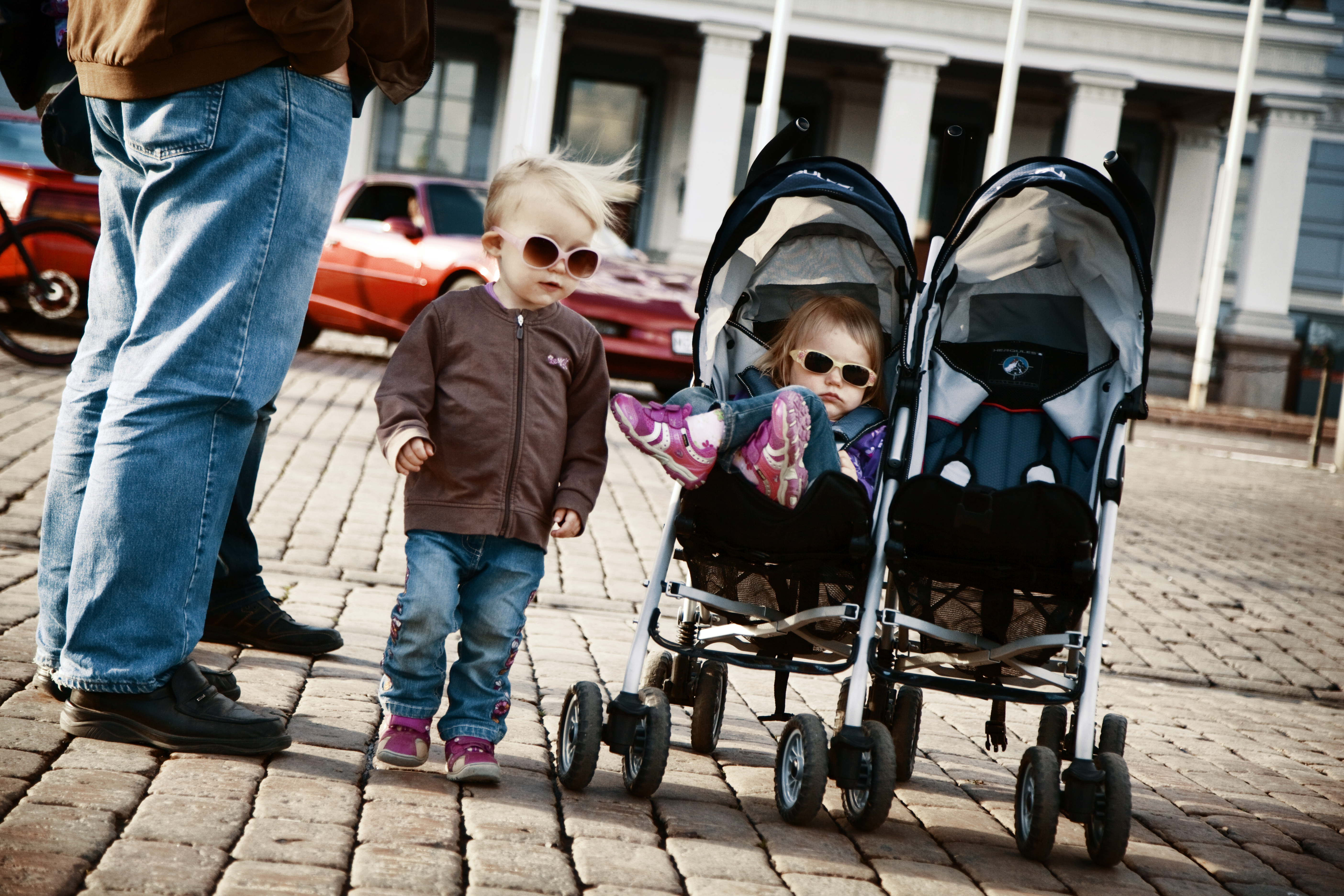

حصة الأب (وتعني بالنرويجية إجازة الأب؛ وبالسويدية أشهر الأب)؛ ويُشار إليها أيضًا «بإجازة الأب»، هي سياسية طُبقت في النرويج والسويد وأيسلندا، وتمثل حصة محفوظة من فترات الإجازة الوالدية تُمنح للآباء (أي إجازة الأبوة). وعليه، فإذا لم يبادر الأب بالحصول على هذه الإجازة، تفقد الأسرة حقها في الحصول على فترة الإجازة المخصصة لها؛ وبالتالي فلا تمثل حصة الأب الإجازة ذاتها، بل المبدأ الذي يقضي بعدم الحصول على جزء معين من فترة الإجازة إلا من قبل الأب. أطلقت هذه الحصة، وال2تي تتكون من أربعة أسابيع في الأساس، إلى الوجود من قبل حكومة حزب العمال في 1 إبريل 1993. وكانت النرويج هي أول الدول على الأطلاق تمنح حصة الأب في عام 1993، تليها السويد في عام 1995. تم تغيير الحصة النرويجية عدة مرات منذ عام 2005، لتبلغ مدتها حاليًا 15 أسبوعًا لكل من الآباء والأمهات. وأُجري آخر تعديل على هذه السياسة من قبل حزب المحافظين في 1 يوليو 2014. وفي السويد، زادت الحصص من 8 إلى 12 أسبوعًا من 1 يناير 2016. وفيما يتعلق بإجازات الوضع، فمن الشائع أن يحصل الأب على إجازة مدفوعة الأجر لمدة أسبوعين، لكن لا يتعلق هذا بإجازة الوالدية أو حصة الأب، وعادة ما يغطيها صاحب العمل.

## تاريخ

### التعديلات التي طرأت على حصة الأب النرويجية على مدار الأعوام الماضية
- 1993: قُدم 4 أسابيع من حصة الأب خلال حكومة جرو هارلم برونتلاند الثالثة.
- 2005: زادت الحصص من 4 إلى 5 أسابيع خلال حكومة كجيل ماجني بوندفيك الثانية.
- 2006: زادت الحصص من 6 إلى 10 أسابيع خلال حكومة ينس ستولتنبرغ الثانية.
- 2009: زادت الحصص من 10 إلى 12 أسبوعًا خلال حكومة ينس ستولتنبرغ الثانية.
- 2011: زادت الحصص من 10 إلى 12 أسبوعًا خلال حكومة ينس ستولتنبرغ الثانية.
- 2013: زادت الحصص من 12 إلى 14 أسبوعًا نتيجة لزيادة الإجازة الوالدية خلال حكومة ينس ستولتنبرغ الثانية.
- 2014: انخفضت الحصص من 14 إلى 10 أسابيع في عهد حكومة إرنا سولبرغ (من 1 يوليو 2014).[6]
- 2018: زادت الحصص من 10 إلى 15 أسبوعًا خلال حكومة إرنا سولبرج الثانية.

### الخلفية السياسية
ابتداءً من السويد في عام 1974 ثم النرويج في عام 1978، تساوت الحقوق في الحصول على إجازة والدية لكلا الوالدين مكفولة بموجب القانون، على الرغم من أن أمر منحها كان أكثر شيوعًا على الجانب العملي للأم للاستفادة من الإجازة الوالدية بشكل كامل. وفي عام 1993، اتسع نطاق امتيازات الإجازة الوالدية بتخصيص أربعة أسابيع للأب. تمثل العامل المساعد لهذا التغيير في رغبة المزيد من الآباء في المشاركة في فترة الإجازة الوالدية. البرلمان الإجازة الوالدية بناءً على اقتراح من حزب العمل بقيادة جرو هارلم برونتلاند ضد حزب المحافظين وحزب التقدم. شارك حزب المحافظين، بالشراكة مع الحزب الديمقراطي المسيحي والحزب الليبرالي، في تمديد إجازة الأبوة من أربعة إلى خمسة أسابيع.
وأعربت حكومة ستولتنبرغ (حكومة الأغلبية التي تتألف من حزب العمل وحزب الوسط وحزب اليسار الاشتراكي) في إعلان سوريا موريا الأول في عام 2005 عن رغبتها في زيادة حصة الأب إلى عشرة أسابيع، وفي إعلان سوريا موريا 2 في عام 2009، زادت إجازة الأب إلى 14 أسبوعًا. حدثت هذه الزيادة على عدة مراحل ضد كل من حزب المحافظين وحزب التقدم مجددًا. وعلاوة على ذلك، كانت الإجازة الوالدية تتكون من ثلاثة أجزاء تتبع في ذلك النمط السويدي والأيسلندي. ويعني هذا التقسيم أنه تم تخصيص 9 أسابيع للأم و14 أسبوعًا للأب، بينما يمكن مشاركة الأسابيع المتبقية بحرية بينهما. ويمكن للوالدين اختيار زيادة إجازاتهما إلى 26-36 أسبوعًا، ليستحقا الحصول على 80-100% من الأجور خلال فترة الاستحقاق. وإذا اختارت الأم أو الأب عدم الحصول على هذا الجزء من الإجازة، فلا يمكن نقل الجزء الخاص بهما أو استخدامه من قبل الجزء الآخر.
أبرم اتفاق في 13 سبتمبر 2013 بين الأحزاب الحكومية المحافظين القادمة وحزب التقدم والحزب الليبرالي والحزب الديموقراطي المسيحي على ضرورة تحديد الحصة الأبوية في 1 أسابيع ووضع مخططات استثنائية قائمة على الثقة تجعل نقل جزء من الإجازة أو كلها أمرًا ممكنًا. وقُدم هذا المقترح كحل وسط للحزب الديمقراطي المسيحي بعد إعراب كل من حزب المحافظين والتقدم عن رغبتهم في إلغاء مثل هذا الاتفاق بشكل كامل. سيتم ربط المعايير الاستثنائية، التي تتمثل على سبيل المثال في الأمراض والآباء العاطلين عن العمل تحت إجازة الوضع، والآباء الذين يعملون في الخارج، والعاملين لحسابهم الخاص/ العائلين الوحيدين للأسرة. وفي 1 يوليو 2014، انخفضت حصة الأب رسميًا من 14 إلى 10 أسابيع.

## القضايا الجدلية
لقد أضحت حصة الأب أمرًا مثيرًا للجدل في النرويج. ورغبت أحزاب المعارضة الكبرى، حزب المحافظين والتقدم، في إلغائها تمامًا. حيث اقترحت هذه الأحزاب قدرة العائلات الفردية على اتخاذ القرار بشأن تقسيم الإجازة الوالدية. فكان الغرض من حصة الأب هو المساهمة في توزيع الرعاية بين الآباء والأمهات على نحو أكثر مساواة. ومن المفترض أيضًا أن يتم تغيير العلاقة بين الأب والأم وصاحب العمل وموظفيه من كلا الجنسين والأب وابنه. وتركز هذه السياسة على إعطاء قيمة أكبر للعمل غير مدفوع الأجر، والتركيز على الإنتاج المنزلي ورعاية الأطفال كنوع من أنواع العمل. ويستمد الأساس الأيديولوجي لهذه السياسة من دولة الرفاهية المقبولة بشكل عام والموجودة داخل النرويج. وتمثل هذه السياسة تركيز المجتمع النرويجي على «المساواة كقيمة جوهرية لصنع السياسة» من خلال السعي إلى تسوية المجال لكل من الرجال والنساء. وقوبلت هذه الحصص بالانتقاد من قبل الباحثيين النفسيين والطبيين، الذين يزعمون إنها تستند إلى الإيدلوجية بدلًا من الجانب البحثي كما حذروا من احتمالية تخلف بعض الآثار السلبية على الأطفال.
ووفقًا لاستطلاع الرأي الذي أجري عام 2010 لصالح أكبر مجلة يومية في النرويج، فترغب نسبة 66٪ من النرويجيين في إلغاء حصة الأب، بينما يؤيدها 28٪ فقط (7٪ لا رأي لهم). ومع ذلك، أظهرت الأبحاث التي أجرتها هيئة الإحصاء النرويجية أن الآباء الذين لديهم أطفال صغار تبنوا وجهة نظر إيجابية للغاية إزاء حصة الأب، سواء في عام 1993 عندما تم تقديمها لأول مرة، أو في عام 2010 عندما زادت الحصص من 4 إلى 10 أسابيع. مثلت 5 ٪ فقط من الأمهات و3 ٪ من الآباء نسبة معارضة ضد حصة الأب. وازداد الجزء المتوسط من إجازة الأبوة التي يستخدمها الآباء بشكل مطرد مع حصة الآباء، وفي عام 2010 حصل الأب العادي على إجازة أكثر من أسابيع الحصص المحددة.

## المناقشات العلمية
وصرح أستاذ طب الأطفال تروند ماركستاد أنه من الأفضل للأطفال الصغار أن تتحمل أمهاتهم المسؤولية الرئيسية عن رعايتهم. كما يجادل بأنه قد يكون من الضار على الأطفال الصغار استبدال والدتهم كمقدم رعاية أولي، مشددًا على أن استمرارية هذا الأمر مهم للأطفال الصغار. واعتقد ماركيستاد أن مصالح الأطفال لا تتوافق ع حصة الأب.
وصرحت آن بوروج، رئيسة المركز الوطني للرضاعة الطبيعية في مستشفى أوسلو الجامعي قائلة:
"من وجهة نظر مهنية، ينبغي أن يُكفل للأم الحق في البقاء في المنزل مع الطفل لمدة ثمانية أشهر على الأقل بعد الوضع، من أجل الرضاعة الطبيعية بشكل كامل لمدة ستة أشهر، وتقديم غذاء آخر خلال الشهرين المقبلين بصفة تدريجية."
تعتبر طبيبة التوليد النرويجية المشهورة عالميًا جرو نايلاندر أن زيادة حصة الأب أمر سخيف قائلة:
«في خضم الرضا الذاتي عن حصة الأب، فإن الحقيقة هي أن الأب في ظل الظروف الجديدة يحصل على إجازة مدتها 12 أسبوعًا من الوضع، بينما تحصل الأم على ستة فقط، وفقًا للقانون. كيف أصبح الرجل بحق السماء الشخص الرئيسي لرعاية الأطفال عقب الولادة؟»
وصرح عالم الأحياء البشري والباحث في علم البيئة السلوكية البشرية، تيري بونجارد قائلًا " يهتم النساء بأطفالهن أكثر من الرجال. هذه هي الطريقة التي نختار بها بشكل طبيعي. لقد استغرق الأمر مئات الآلاف من السنين لتطوير حياتنا العاطفية. لا توجد وسيلة لإلغائها بقرار سياسي ". ووفقًا لبونجارد، قد يكون أمر أخذ فترة الإجازة ومنحها إلى الأم له آثار ضارة على الأطفال".
ويعتقد عالم النفس ليف إدوارد أوتسين كينير أن حصة الأب لا يمكن الدفاع عنها من وجهة نظر نفسية، ويوضح قائلًا بأنه «يجب علينا على الأقل أن نسأل أنفسنا ما هي العواقب التي ستحدث عندما نصنع بيئة أخرى للطفولة تختلف عن التي نشأنا عليها». ويعتقد أوتسن كينير أن حصة الأب «تعتمد على الإيديولوجية، وإلى حد محدود للغاية على المعرفة»، بحجة أنها «تجربة اجتماعية، آثارها غير معروفة.»
أيد المنظور الأدبي يورجين لورنتزن وعالم الاجتماع أوستين غولفيغ هولتر حصة الأب، بحجة أنها تجعل الآباء أشخاص مهتمة وحاضرة. ووصف يورغن لورنتسن آراء بونجارد وأوتين كينير بأنها «فاشية حيوية» و «هراء نفسي» ليقر بذلك على وجوب «التنازل عن العمل كباحثين».
وفقًا للرابطة النرويجية لحقوق المرأة، هناك أدلة محدودة تدعم العلاقة بين حصة الأب والمساواة بين الجنسين؛ حيث تشير الدراسات القليلة ذات الصلة إلى اتجاهات مختلفة. على سبيل المثال، وجدت دراسة أجراها العديد من الاقتصاديين (جون إتش فيفا وآخرون) أن حصة الأب لم تسهم في تعزيز المساواة بين الجنسين. ووجدت الدراسة أن الحصة أدت إلى عمل النساء بشكل أقل، وأنها لم تسهم في الأجر المتساوي، وأنه لا يبدو أنه يغير توزيع المهام في المنزل. ونظر عالم النفس والرئيس السابق لليونيسف تورييلد سكارد في مقترحات لزيادة حصة الأب إلى 50 ٪ باعتبارها تمييزية للنساء والأطفال، في حين قال أستاذ علم نفس الطفل توريد سوزان بيرج نيلسن أن مثل هذه المقترحات ليس لها أي أساس في البحث عن تنمية الأطفال.
ويساعد هؤلاء الآباء الذين يبقون في المنزل لمساعدة زوجاتهم في تحمل مسؤوليات رعاية الأطفال بشكل أكبر من خلال إعالة أمور إغاثتهم الأساسية لشركائهم وغالباً ما يسمح للنساء بالعودة إلى العمل المدفوع الأجر. وتمنح الإجازة الوالدية فترة توقف كافية لكلا الوالدين لتولي مهام رعاية الطفل هذه.]] وأظهرت الدراسات أن الآباء الجدد الذين يتم منحهم إجازة كانوا أكثر عرضة بنسبة 19 ٪ للمشاركة في المسؤوليات المتعلقة بالطفل مثل تغذية الأطفال وتهدئتهم عند البكاء. وشهدت الشركات التي تضمن إجازة والدية الجدد فوائد إيجابية في أداء موظفيهم ورفاههم مع تداعيات مالية ضئيلة للغاية أو معدومة على الأعمال. قد تنبع الآثار المترتبة على الآباء وأسرهم من الخوف من الآثار السلبية على الكسب المالي للحصول على الإجازة الوالدية وما يرتبط بها من خطر محتمل للخضوع إلى إجراءات تأديبية أو تخفيض رتبهم.